# Saint-Martin-le-Gaillard
Saint-Martin-le-Gaillard település Franciaországban, Seine-Maritime megyében. Lakosainak száma 293 fő (2022. január 1.). Saint-Martin-le-Gaillard Bailly-en-Rivière, Baromesnil, Canehan, Criel-sur-Mer, Cuverville-sur-Yères, Saint-Rémy-Boscrocourt, Touffreville-sur-Eu és Petit-Caux községekkel határos.

## Népesség
A település népessége az elmúlt években az alábbi módon változott:
| Lakosok száma | 294  | 293  | 303  | 298  | 293  | 289  | 284  | 288  | 293  |
|               | 2013 | 2015 | 2016 | 2017 | 2018 | 2019 | 2020 | 2021 | 2022 |